# ÁVT Vd
A Vd osztályú szertartályos mozdonyok az Osztrák–Magyar Államvasút-Társaság (ÁVT/OMÁV) tolató és helyi tehervonati gőzmozdonyai voltak. Közülük 9 példány a MÁV állagába került TIV. osztályjelzéssel, melyek 1911-ben a 450 sorozatjelet kapták.

## Története
Eredetileg az  Államvasút-Társaság részére készült 13 példány 1879 és 1891 között. A mozdony 4 kapcsolt kerékpárral, belső kerettel készült. Az OMÁV államosítása után 9 darab került a MÁV állományába először a TIV. osztályba, majd a 450 sorozatba sorozva. Az osztrák rész államosítása után a kkStB 378 sorozatba osztotta a megmaradt gépeket.
Az első világháború után az összes osztrák mozdony ebből a kategóriából a ČSD-hez került 403.3 sorozatba és az 1930-as években selejtezték őket. A 403.3 számú mozdony üzemi mozdonyként szolgált egy cseh cukorgyárban 1965-ig. Ma Jaroměř-ben található a Vasútmúzeumban.

## Fordítás
Ez a szócikk részben vagy egészben  a   StEG II 1301–1313 című német Wikipédia-szócikk fordításán alapul.  Az eredeti cikk szerkesztőit annak laptörténete sorolja fel. Ez a jelzés csupán a megfogalmazás eredetét és a szerzői jogokat jelzi, nem szolgál a cikkben szereplő információk forrásmegjelöléseként.